# Hypnum pennatum
Hypnum pennatum là một loài Rêu trong họ Hypnaceae. Loài này được (Labill.) Poir. mô tả khoa học đầu tiên năm 1824.